# Молина, Хуан Игнасио
Хуа́н Игна́сио Моли́на (исп. Juan Ignacio Molina; 24 июня 1740 — 12 сентября 1829) — чилийский священник и натуралист. Обычно в литературе упоминается как аббат Молина (Abate Molina, форма Abbott Molina), или по итальянской форме своего имени — Giovanni Ignazio Molina.

## Биография
Молина родился на большой ферме Гуаракулен (Guaraculén), расположенной около города Вилья-Алегре (исп. Villa Alegre), в настоящее время это провинция Линарес в регионе Мауле в Чили. Его родителями были Agustín Molina и Francisca González Bruna.
Он получил образование в городе Талька и закончил иезуитский колледж в Консепсьоне. В 1768 году Молина был вынужден покинуть Чили, когда иезуиты были вытеснены. Он обосновался в Болонье и стал там профессором естественных наук.
Написал «Saggio sulla historia naturale del Chile» (1782), первый научный труд по естественной истории Чили, описал много новых видов.

## Научные работы
- Compendio della storia geografica, naturale, e civili del regno del Chili (1776).
- Ensayo sobre la historia natural de Chile (1782).
- Ensayo sobre la historia civil de Chile (1787).

## Признание
Иполито Руис Лопес и Хосе Павон посвятили ему открытый ими род растений, назвав его Molina, позднее это род стал рассматриваться как подрод рода Бакхарис. Затем Франк Хеллвиг воссоздал этот род под названием Neomolina. Другими ботаниками Молине были посвящены род злаков Moliniopsis, известный также под вышедшим из обращения синонимом Molinia.